# Aliment bàsic

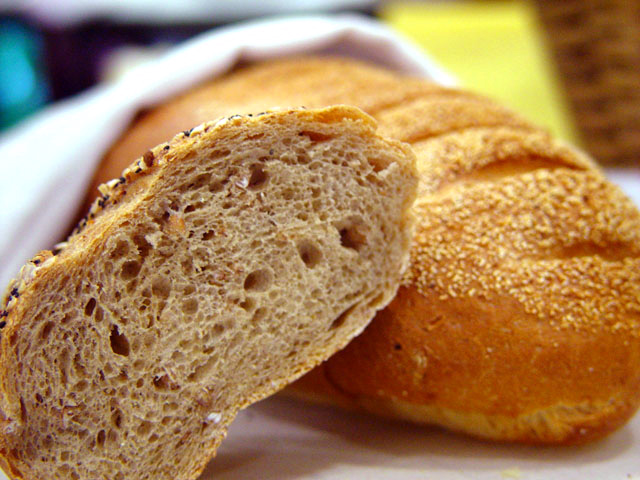
El pa és considerat com un dels aliments bàsics en les cultures d'occident.

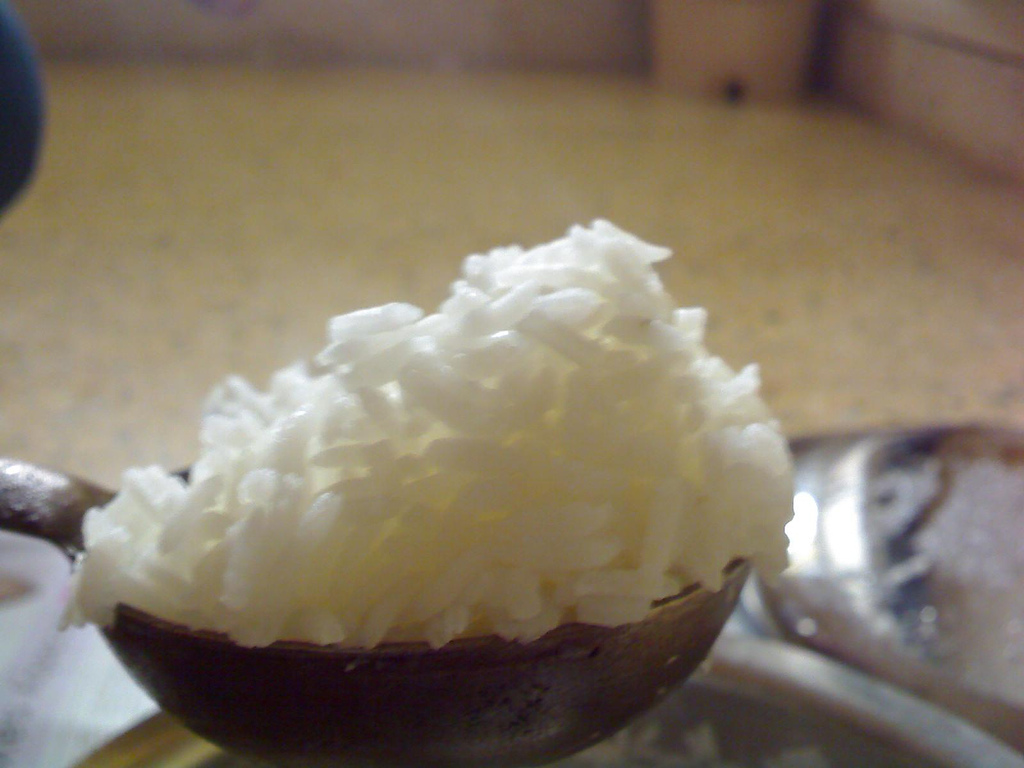
L'arròs és un aliment bàsic símbol de la cuina asiàtica, mentre que no ho és tant en alguns països occidentals.

L'aliment bàsic és considerat com aquell aliment imprescindible pel contingut dels seus nutrients en una dieta. S'ha d'entendre com un concepte relatiu a una cultura culinària, no aplicable de forma absoluta a unes altres. Per regla general és un aliment que proporciona energia (calories) i que posseeix un cert contingut d'hidrats de carboni), estant seva elaboració molt lligada als ingredients més disponibles en aquesta zona.

## Usos del terme
Per regla general és un concepte relatiu molt lligat a les diverses cultures culinàries així com als contextos geogràfics. Un exemple pot veure's en el pa que és per a la cultura occidental un aliment bàsic mentre que per a l'Àsia no ho és més que l'arròs i els seus derivats. El que antany es va poder haver considerat com un aliment bàsic, avui dia pot no ser-ho, fins i tot poden haver aparegut al llarg de la història nous aliments bàsics a causa dels canvis de costums.

## Exemples
En moltes cultures de la terra els aliments bàsics es fan de llavors com poden ser els cereals (pa, pasta, etc.), d'arròs, de llegums, tubercles (Solanum tuberosum). En algunes zones l'ocupació de peix pot ser considerat un aliment bàsic per ser zones properes a zones marítimes, o amb aigua, mentre que en zones d'interior pot ser considerada per contra la carn i no el peix.

## Teories
Alguns economistes han suggerit que els aliments bàsics poden ser considerats com un bé Giffen, indicant que a mesura que el preu dels aliments considerats bàsics augmenta, els consumidors desitjaran adquirir una major quantitat d'aquest aliment, i quan el preu d'aquests béns comenci a descendir, voldran adquirir una quantitat cada vegada menor d'aquest, deixant de ser bàsic. El primer a indicar aquest fenomen va ser Robert Giffen que ho va estudiar amb la patata a la Gran fam irlandesa del segle xviii.